# مار شاخه‌انگوری سبز
مار شاخه‌انگوری سبز (نام علمی: Oxybelis fulgidus) یا مار نان‌لواشی (به انگلیسی: flatbread snake) گونه‌ای مار درختی لاغر دراز از تیره قمچه‌ماران است که بومی آمریکای مرکزی و آمریکای جنوبی است.

## نگارخانه

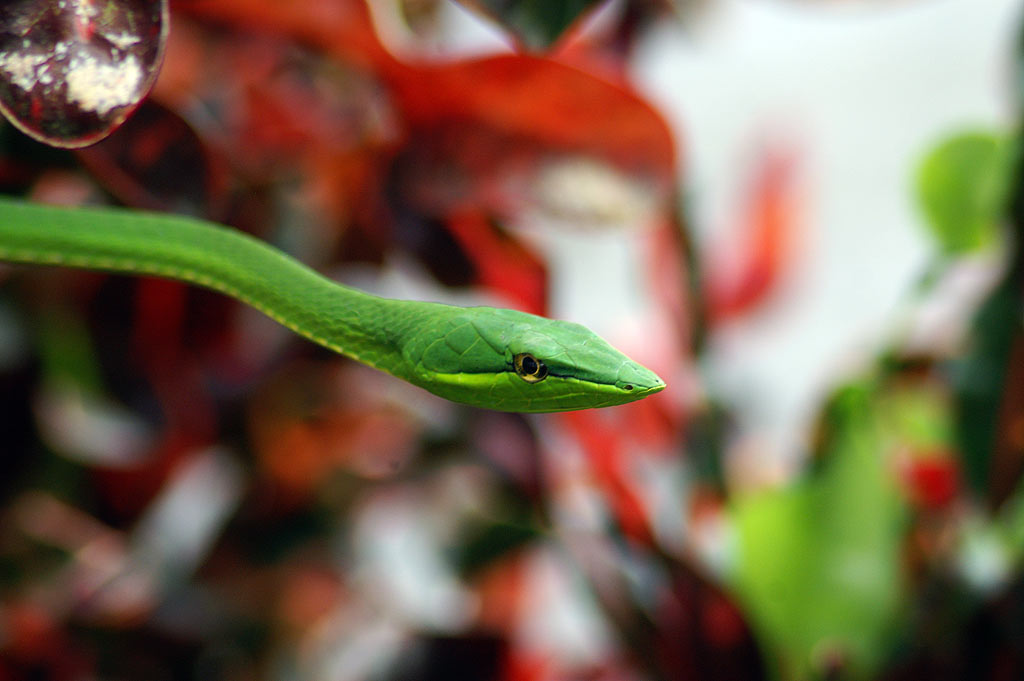
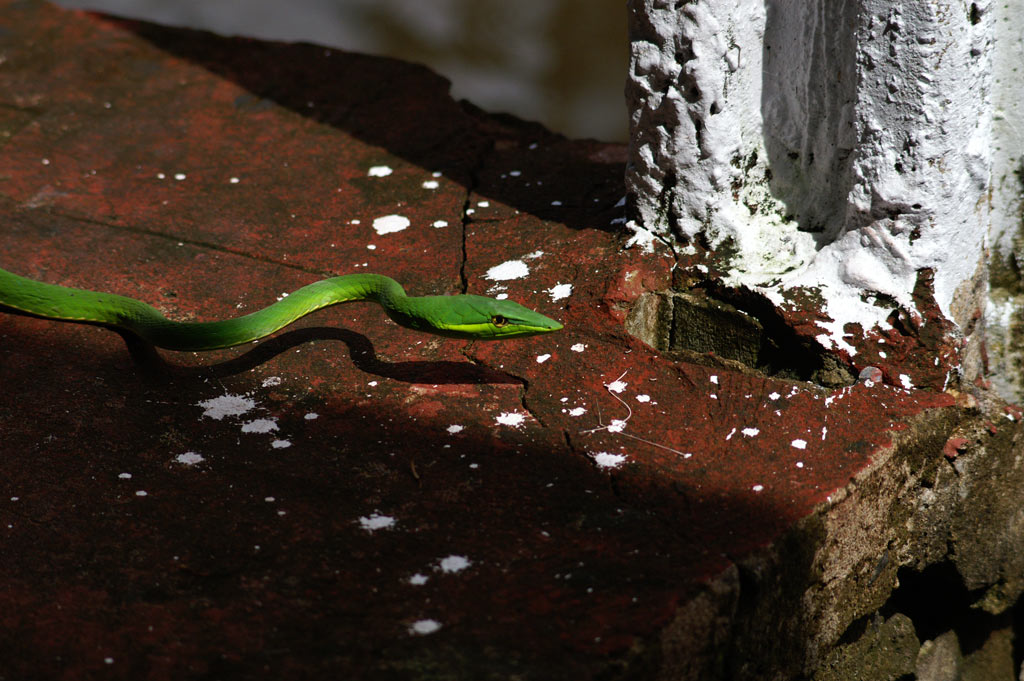
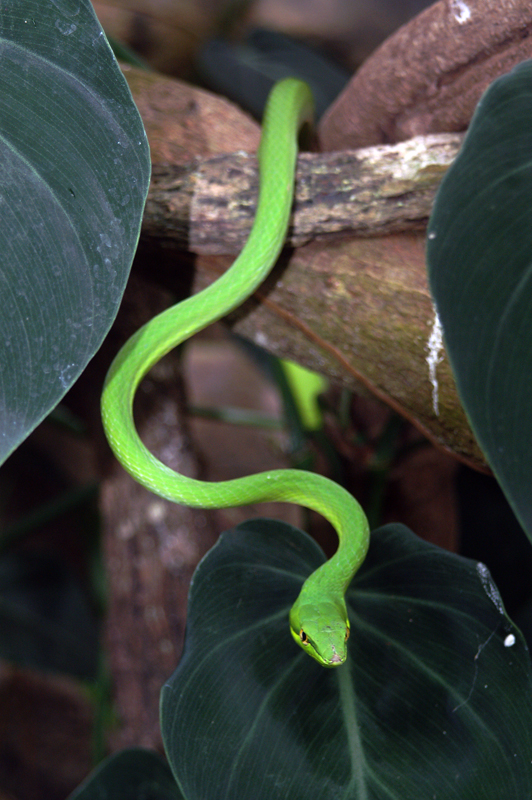
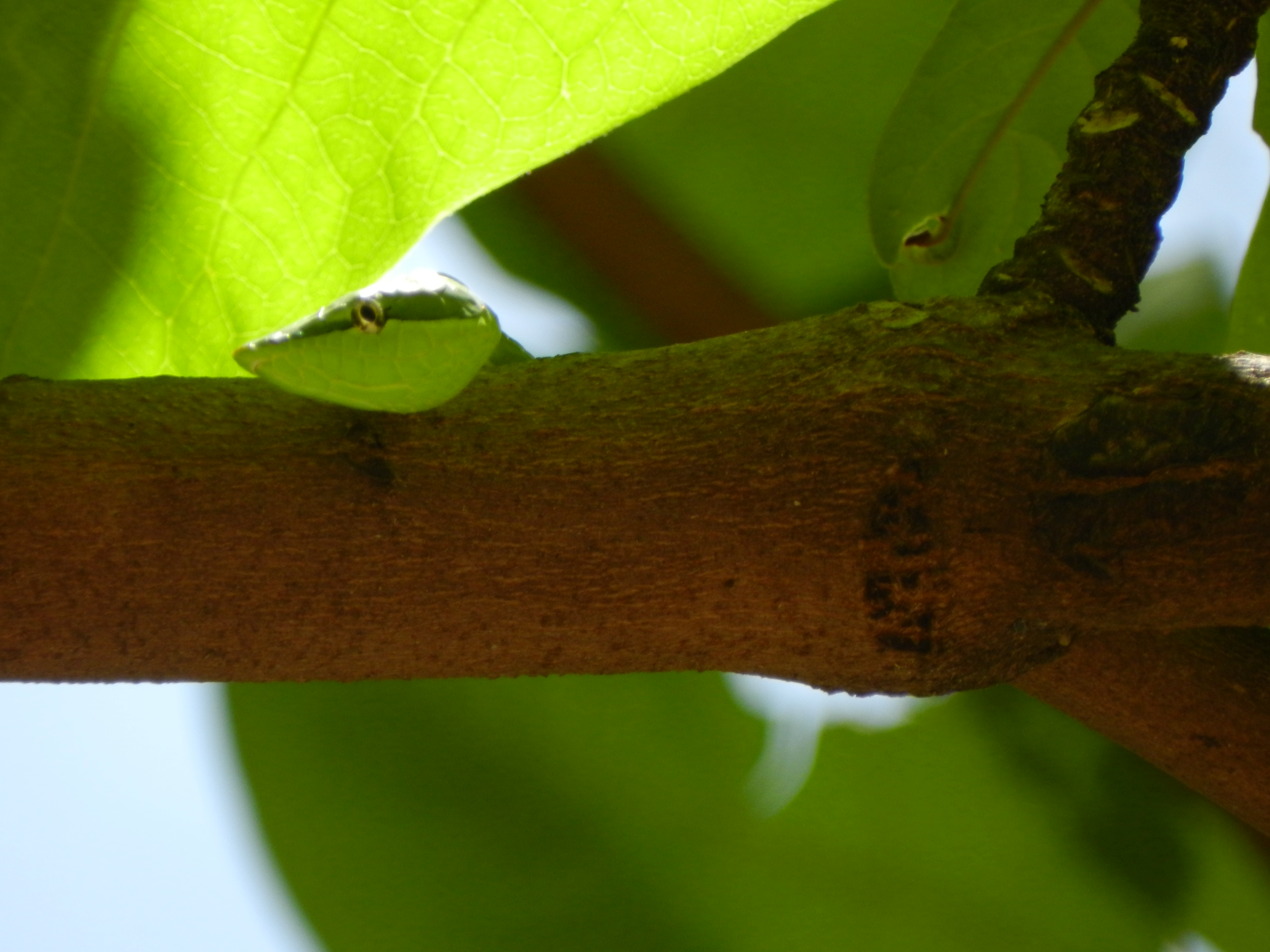
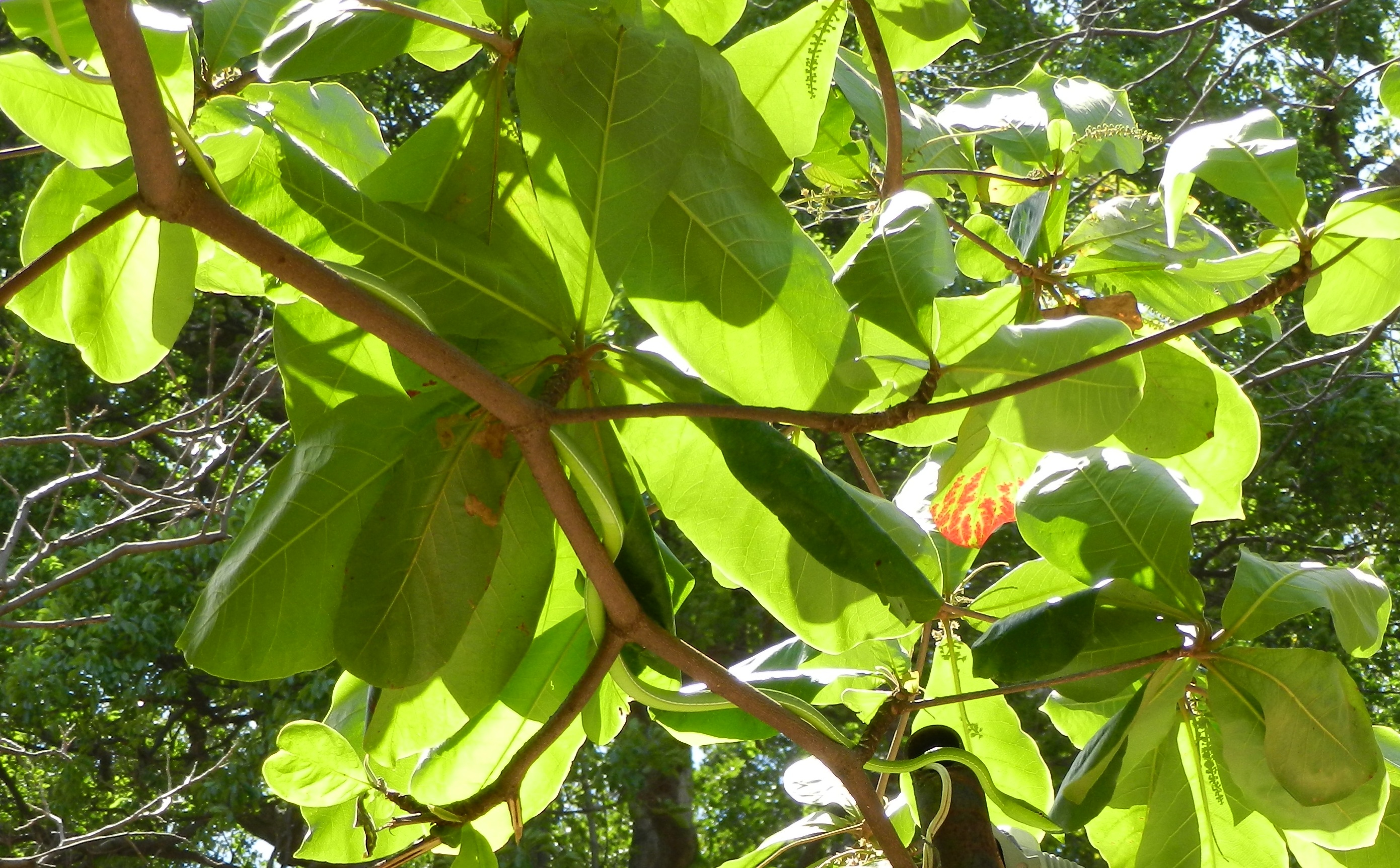
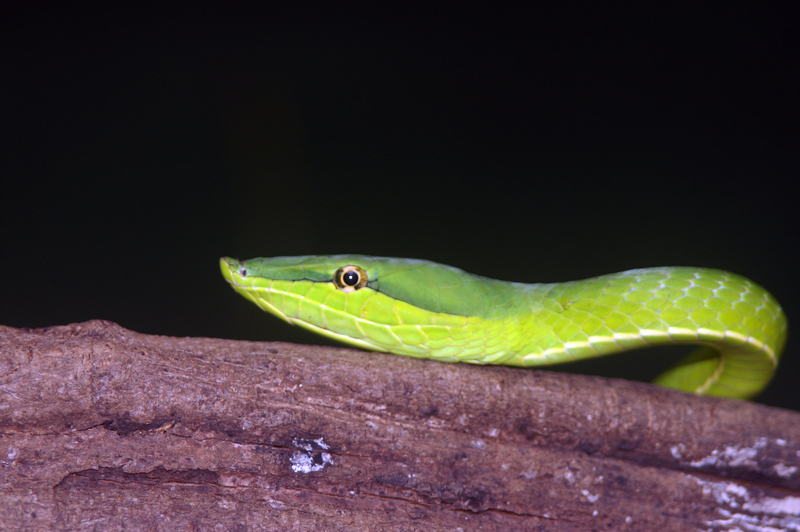